# Matsukaze
Matsukaze (松風) eller Wankan (王冠) är ett förutbestämt rörelsemönster, kata i karate, där beteckningarna står för "tallvindpust" respektive "kungakrona". Matsukaze är den kortaste katan av de relativt avancerade med endast 16 "steg".

## Historik
Katan har sin bakgrund i Shōrin-ryū och grundstilen Shuri-te. 
Beteckningen Wankan används företrädesvis inom skolan Shōtōkan,  
medan den kallas för Matsukaze i Shitō-ryū, där den är en speciell version, vilken liksom är fallet med andra kator, kan ha olika versioner. Namnet saknar en slutlig förklaring, men det pekar närmast på att ha sitt ursprung till tiden, då karate infördes i resten av Japan. En tolkning säger att på grund av de tekniker som utförs, såväl atemi waza som nage waza med förmåga att anpassa till varje situation, skulle inspirationskällan kunna ha liknat fightern vid en tall som skär av vindarna från berget.
Karatemästaren (長嶺 将真) Nagamine Shōshin (1907 –  1997) höll Wankan för sin favoritkata och beskrev den som karakteriserad av enhetliga följder av attack och försvar.